# Grand Bay (Alabama)
Grand Bay es un lugar designado por el censo ubicado en el condado de Mobile en el estado estadounidense de Alabama. En el año 2000 tenía una población de 3918 habitantes y una densidad poblacional de 174,1 personas por km².

## Demografía
En el 2000 la renta per cápita promedia del hogar era de $38,941, y el ingreso promedio para una familia era de $43,654. El ingreso per cápita para la localidad era de $15,741. Los hombres tenían un ingreso per cápita de $33,177 contra $21,920 para las mujeres.

## Geografía
Grand Bay se encuentra ubicado en las coordenadas 30°28′27″N 88°20′31″O / 30.47417, -88.34194. Según la Oficina del Censo, la localidad tiene un área total de 17,9 km² (6,9 mi²), de la cual 17,9 km² (6,9 mi²) es tierra y 0 km² (0 mi²) (0.0%) es agua.